# Monza (groupe belge)
Pour les articles homonymes, voir Monza.
Monza est un groupe belge de rock originaire d'Anvers.

## Historique
Composé de Stijn Meuris au chant, Dirk Loots à la batterie, Bart Delacourt le bassiste, Luc Weytjens au synthétiseur et le guitariste Jan van Sichem Jr. jusqu'à l'été 2007. Depuis lors, la formation accueille un deuxième et un troisième guitariste : Kris Delacourt et Bruno Fevery. Le chanteur Stijn Meuris, d'abord connu comme journaliste, se rend célèbre au sein d'un groupe à succès nationaux, Noordkaap, puis comme chanteur dans le groupe Monza, formé un an après la séparation de Noordkaap. Le groupe Monza est propriétaire de son propre studio d'enregistrement, salle de danse dans la commune de Ekeren : la Monzaal ; le groupe a consacré un an de travail à son deuxième album, Grand, sorti sous le label EMI en 2005, dont certains thèmes rappellent la suicide de la petite amie de Stijn, survenu quelques années plus tôt. Le groupe fut désigné pour interpréter la chanson du 175e anniversaire de la Belgique, une version bilingue de Ik Hou van U, chanson connue de Noordkaap, chantée en duo avec Marie Daulne, chanteuse du groupe Zap Mama, sous le titre de Ik hou van u / Je t’aime, tu sais. En mars 2008 est sorti l'album Attica! (chez EMI), sous la direction de Bart Delacourt.

## Albums
- 2001 - Van God Los
- 2005 - Grand
- 2008 - Attica!